# Вулька Попинская
Вулька Попинская (бел. Вулька Папінская) — деревня в Дрогичинском районе Брестской области Белоруссии. Входит в состав Попинского сельсовета.

## География
Деревня находится в южной части Брестской области, при автодороге Н-641, на расстоянии приблизительно 9 километров (по прямой) к югу от города Дрогичина, административного центра района. Абсолютная высота — 147 метров над уровнем моря. Площадь населённого пункта — 1,4492 км².

## История
По состоянию на 1905 год, в Вульке-Попинской проживало 640 человек. В административном отношении деревня входила в состав Осовецкой волости Кобринского уезда Гродненской губернии.
Согласно Рижскому мирному договору (1921), деревня вошла в состав межвоенной Польши. Входила в состав гмины Осовце Дрогичинского повета Полесского воеводства. В 1921 году числилось 272 жителя, проживавших в 23 домах. В этническом составе населения того периода белорусы составляли 92 %, евреи — 8 %. В конфессиональном составе населения преобладали православные христиане (92 %).
С 1939 года в БССР, с 1940 года в составе Попинского сельсовета..

## Население
По данным переписи 2019 года, в деревне проживало 182 человека.
| Год  | Население, человек |
| ---- | ------------------ |
| 1905 | 640                |
| 1921 | ↘ 272              |
| 1940 | ↗ 598              |
| 1960 | ↘ 482              |
| 1970 | ↗ 509              |
| 1995 | ↘ 307              |
| 2005 | ↘ 286              |
| 2009 | ↘ 274              |
| 2019 | ↘ 182              |